# Mark Holton
Pour les articles homonymes, voir Holton.
Mark Holton est un acteur américain né le 2 avril 1958 à Oklahoma City, Oklahoma (États-Unis).

## Filmographie

### Cinéma
- 1983: What's Up, Hideous Sun Demon
- 1985: Pee-Wee Big Adventure (Pee-wee's Big Adventure): Francis
- 1985: Teen Wolf: Chubby
- 1986: My Chauffeur: Doughboy
- 1986: Modern Girls: Boss
- 1987: Under Cover:Denny
- 1987: Teen Wolf 2: Chubby
- 1988: Y a-t-il un flic pour sauver la reine ? (The Naked Gun: From the Files of Police Squad!): Man in Stadium Crowd
- 1989: Easy Wheels: Animal
- 1990: Grandpa
- 1992: Une équipe hors du commun (A League of Their Own): Older Stilwell
- 1993: Leprechaun: Ozzie
- 1993: My Life: Sam
- 1994: Les Petits Géants (Little Giants): Mr. Zolteck
- 1996: Rumpelstiltskin: Huge Man
- 1997: Hijacking Hollywood: Officer #1
- 2000: Les Aventures de Rocky et Bullwinkle (The Adventures of Rocky & Bullwinkle) de Des McAnuff: FBI Agent - Potato
- 2003: Gacy (vidéo): John Wayne Gacy, Jr.
- 2003: NCIS: enquêtes spéciales, Épisode 3: Réactions en chaîne
- 2004: Madhouse: Mr. Hansen
- 2004: Return to Sender: Joe Charbonic
- 2005: Hoboken Hollow: Weldon Brodrick
- 2019: Leprechaun Returns : Ozzie

### Télévision
- 1991: MacGyver (saison 7, épisode 8 "MacGyver le preux" (2/2)): le gardien #1